# Обесване, изкормване и разчекване
Обесването, изкормването и разчекването (на английски: to be hanged, drawn and quartered) е от 1351 г. до 1870 г. статутно наказание в Англия за мъже, осъдени за държавна измяна, макар че ритуалът за пръв път е записан по времето на крал Хенри III (1216 – 1272). Осъдените са завързвани за дървен панел и теглени от кон до мястото на екзекуцията, където са обесвани (почти до смърт), кастрирани, изкормвани, обезглавявани и разчеквани (разделени на четири части). Останките им често се показват на видни места в страната като Лондонския мост. От съображения за публично благоприличие, жените осъдени за държавна измяна са изгаряни на клада.
Суровостта на присъдата е продиктувана от сериозността на престъплението. Като атака срещу властта на монарха, държавната измяна се счита за акт, изискващ най-крайната форма на наказание. Въпреки че присъдите на някои осъдени са модифицирани и получават не толкова суров край, за период от няколкостотин години много мъже, осъдени за държавна измяна, са подложени на крайната мярка на закона. Те включват редица английски католически свещеници, екзекутирани през Елизабетинската епоха и няколко от участвалите в екзекутирането на крал Чарлс I през 1649 г.
Въпреки че законът за държавна измяна все още е в сила във Великобритания, по време на дълъг период на законова реформа през 19 век, присъдата е променена на изкормване, обесване до смърт и посмъртно обезглавяване и разчекване, преди да бъде премахната в Англия през 1870 г. Смъртното наказание за държавна измяна е премахнато през 1999 г.
|  | Тази страница частично или изцяло представлява превод на страницата Hanged, drawn and quartered в Уикипедия на английски. Оригиналният текст, както и този превод, са защитени от Лиценза „Криейтив Комънс – Признание – Споделяне на споделеното“, а за съдържание, създадено преди юни 2009 година – от Лиценза за свободна документация на ГНУ. Прегледайте историята на редакциите на оригиналната страница, както и на преводната страница, за да видите списъка на съавторите. ВАЖНО: Този шаблон се отнася единствено до авторските права върху съдържанието на статията. Добавянето му не отменя изискването да се посочват конкретни източници на твърденията, които да бъдат благонадеждни. |